# ボードゥアン4世 (エノー伯)
ボードゥアン4世（Baudouin IV, 1108年 - 1171年11月8日）は、エノー伯（在位：1120年 - 1171年）。

## 生涯
ボードゥアン4世はエノー伯ボードゥアン3世とヨランデ・フォン・ヴァッセンベルクの息子である。建設伯とよばれ、1158年にアトの地を手に入れ、ブルバンの塔（Tour Burbant）を建設した。ボードゥアン4世は1158年にブレーヌ＝ル＝コントをサント＝ウォードリュの司教座聖堂参事会に譲渡した。1159年、ボードゥアン4世はシメイ領を併合し、1160年にはヴァランシエンヌおよびオストゥルヴァンの城主領（Châtelain）を併合した。

## 子女
ボードゥアン4世はナミュール伯領の女相続人アリス・ド・ナミュールと結婚し、以下の子女をもうけた。
- ヨランド（1131年 - 1202年） - ソワソン伯イヴ2世・ド・ネールと結婚[1]、サン＝ポル伯ユーグ4世と再婚[1]
- ボードゥアン（1134年 - 1147年）
- アニェス（1142年 - 1168年） - クシー領主ラウール1世と結婚[1]、娘ヨランドはドルー伯ロベール2世と結婚した[2]。
- ジョフロワ（1147年 - 1163年） - オストゥルヴァン伯、ヴェルマンドワ女伯エレオノールの最初の夫
- ローレット（1150年 - 1181年8月9日） - ディルク・ファン・アールスト[3]およびブシャール5世・ド・モンモランシー[4]と結婚
- ボードゥアン5世（1150年 - 1195年）[3] - エノー伯、マルグリット・ダルザスとの結婚によりフランドル伯
- アンリ（1207年以降没） - セブール領主